# ジャニーズWEST CONCERT TOUR 2016 ラッキィィィィィィィ7
『ジャニーズWEST CONCERT TOUR 2016 ラッキィィィィィィィ7』（ジャニーズウエスト コンサートツアー 2016　ラッキィィィィィィィ7）は、ジャニーズWESTの5枚目のライブDVDで2016年11月30日にジャニーズ・エンタテイメントから発売。

## 収録内容
DVDおよびBlu-ray、初回・通常の収録内容は全て同じ。Blu-rayは1枚、DVDは2枚組。

### 本編映像
1. Overture
2. ラッキィスペシャル
3. ええじゃないか
4. バンバンッ!!
5. Terrible - 藤井流星・小瀧望
6. 迷宮SUMMER
7. PARTY MANIACS
8. きみへのメロディー
9. Seven Powers
10. モンキィィィィィィィ 7
11. REMIXメドレー
  1. バリ ハピ
  2. P&P
  3. 青春ウォーーー!!
  4. Ole Ole Carnival!
  5. 浪速一等賞!
  6. アカン LOVE 〜純情愛やで〜
  7. パリピポアンセム
12. MC
13. 逆転Winner
14. Jr.コーナー
  1. Jr.紹介DANCE
  2. Masterpiece
  3. Happy Happy Lucky You!!
15. Lovely Xmas - 重岡大毅・神山智洋
16. こんな曲作りました - 桐山照史・濵田崇裕
17. 3.1415926535
18. 粉もん
19. ホルモン 〜関西に伝わりしダイアモンド〜
20. TAMER - 中間淳太
21. Eternal
22. ズンドコ パラダイス
23. マ・ル・モ・ウ・ケ

ENCORE
1. ガッテン アンセム
2. ジパング・おおきに大作戦

### 特典映像
1. モンキィィィィィィィ7 罰ゲームダイジェスト